# Liste der Ständeräte des Kantons Genf
Diese Liste zeigt alle Mitglieder des Ständerates aus dem Kanton Genf seit der Gründung des Bundesstaates im Jahr 1848 bis heute.

## Parteiabkürzungen
- FDP: Freisinnig-Demokratische Partei, seit 2009 Mitglied der FDP.Die Liberalen
- FL: Freisinnige Linke, Vorgängerfraktion der FDP im 19. Jahrhundert
- Grüne: Grüne Schweiz
- LM: Liberale Mitte, Vorgängerfraktion der LPS im 19. Jahrhundert
- LPS: Liberale Partei der Schweiz, seit 2009 Mitglied der FDP.Die Liberalen
- MCG: Mouvement citoyens genevois
- SP: Sozialdemokratische Partei der Schweiz
- UDE: Union de défense économique

## Ständeräte
| Name                        | Partei/Fraktion | Amtszeit                                | Geboren | Gestorben |
| --------------------------- | --------------- | --------------------------------------- | ------- | --------- |
| Gustave Ador                | LM              | 1878–1880                               | 1845    | 1928      |
| Alexandre-Félix Alméras     | FL              | 1860–1862                               | 1811    | 1868      |
| Monique Bauer-Lagier        | LPS             | 1979–1987                               | 1922    | 2006      |
| Eberhard Binder             | FL              | 1892–1893                               | 1854    | 1907      |
| Alfred Borel                | FDP             | 1963–1971                               | 1902    | 1997      |
| John Braillard              | LM              | 1866–1869                               | 1822    | 1883      |
| Christiane Brunner          | SP              | 1995–2007                               | 1947    | 2025      |
| Charles Burklin             | SP              | 1922–1928 1931–1932                     | 1881    | 1957      |
| Émile Cambessedès           | FL              | 1872–1875                               | 1826    | 1891      |
| Philippe Camperio           | LM              | 1850–1851 1863–1868 1869–1870           | 1810    | 1882      |
| Antoine Carteret            | FL              | 1848–1849                               | 1813    | 1889      |
| Éric Choisy                 | LPS             | 1963–1971                               | 1897    | 1995      |
| Gilbert Coutau              | LPS             | 1991–1995                               | 1936    |           |
| Robert Cramer               | Grüne           | 2007–2019                               | 1954    |           |
| Willy Donzé                 | SP              | 1975–1983                               | 1916    | 1987      |
| Jean-Henri Duchosal         | FL              | 1849–1850 1851–1853                     | 1819    | 1875      |
| Robert Ducret               | FDP             | 1983–1991                               | 1927    | 2017      |
| Benjamin Dufernex           | FL              | 1875–1878 1881–1883                     | 1834    | 1885      |
| Guillaume-Henri Dufour      | LM              | 1863–1866                               | 1787    | 1875      |
| Georges Favon               | FL              | 1880–1881                               | 1843    | 1902      |
| Henri Fazy                  | FDP             | 1918–1920                               | 1842    | 1920      |
| James Fazy                  | FL              | 1848–1849 1851–1854 1856–1857 1871–1872 | 1794    | 1878      |
| Jean-Adolphe Fontanel       | FL              | 1853                                    | 1818    | 1879      |
| Charles Friderich           | FL              | 1863                                    | 1828    | 1880      |
| André Gautier               | LPS             | 1987–1991                               | 1924    | 2000      |
| Victor Gautier              | LPS             | 1955–1963                               | 1891    | 1965      |
| Alexandre Gavard            | FL/FDP          | 1887–1890 1896–1898                     | 1845    | 1898      |
| Joseph Girard               | FL              | 1854                                    | 1815    | 1890      |
| Lise Girardin               | FDP             | 1971–1975                               | 1921    | 2010      |
| Amédée Girod                | unabhängig      | 1872                                    | 1835    | 1905      |
| Marc Héridier               | FL              | 1883–1884                               | 1840    | 1919      |
| Adrien Lachenal             | FL/FDP          | 1881–1884 1900–1918                     | 1849    | 1918      |
| Adrien Lachenal junior      | FDP             | 1951–1955                               | 1885    | 1962      |
| Théodore Lissignol          | FL              | 1854–1855                               | 1820    | 1886      |
| Albert Malche               | FDP             | 1931–1951                               | 1876    | 1956      |
| Frédéric Martin             | LPS             | 1933–1942                               | 1872    | 1942      |
| Liliane Maury Pasquier      | SP              | 2007–2019                               | 1956    |           |
| Lisa Mazzone                | Grüne           | 2019–2023                               | 1988    |           |
| Alexandre Moriaud           | FDP             | 1922–1931                               | 1871    | 1955      |
| Pierre Moriaud              | FL              | 1876–1878 1884–1890                     | 1845    | 1914      |
| Jean-Martin Naef            | UDE             | 1928–1931                               | 1869    | 1954      |
| Édouard Odier               | LM              | 1893–1896                               | 1844    | 1919      |
| François Perréard           | FDP             | 1955–1963                               | 1892    | 1974      |
| Gilles Petitpierre          | FDP             | 1991–1995                               | 1940    |           |
| Albert Picot                | LPS             | 1949–1955                               | 1882    | 1966      |
| Albert Pictet               | LPS             | 1942–1947                               | 1890    | 1969      |
| François-Jules Pictet       | LM              | 1856                                    | 1809    | 1872      |
| Gustave Pictet              | LM              | 1890–1891                               | 1827    | 1900      |
| Théodore Piguet             | LM              | 1854–1855                               | 1816    | 1889      |
| Mauro Poggia                | MCG             | 2023–                                   | 1959    |           |
| Albert Raisin               | LPS             | 1947–1949                               | 1890    | 1949      |
| Frédéric Raisin             | LM              | 1890–1892                               | 1851    | 1923      |
| Olivier Reverdin            | LPS             | 1971–1979                               | 1913    | 2000      |
| Marc-Eugène Richard         | LM/LPS          | 1893–1914                               | 1843    | 1925      |
| Marc-Eugène Ritzchel        | FDP             | 1899                                    | 1856    | 1931      |
| Jacques Rutty               | LPS             | 1914–1922                               | 1849    | 1927      |
| Françoise Saudan            | FDP             | 1995–2007                               | 1939    |           |
| Jean Sigg                   | parteilos       | 1921–1922                               | 1865    | 1922      |
| Carlo Sommaruga             | SP              | 2019–                                   | 1959    |           |
| Abraham Louis Tourte        | FL              | 1849–1851                               | 1818    | 1863      |
| Auguste Emmanuel Turrettini | LM              | 1866–1870                               | 1818    | 1881      |
| Alfred Vaucher              | FL              | 1872–1876                               | 1833    | 1901      |
| Moïse Vautier               | FL              | 1861–1862 1880–1881                     | 1831    | 1899      |
| Carl Vogt                   | FL              | 1856–1861 1870–1871                     | 1817    | 1895      |
| Jules Vuy                   | FL              | 1857–1859                               | 1815    | 1896      |
| Albert Wessel               | LM              | 1878–1880                               | 1829    | 1885      |
| Gaspard Zurlinden           | FL              | 1870–1872                               | 1838    | 1915      |

## Quelle
- Datenbank aller Ratsmitglieder